# Металоцени

Загальна хімічна структура металоценів

Мета́лоце́ни (рос. металлоцены, англ. metallocenes) — органометалічні координаційні сполуки, в яких один атом перехідного металу d-групи, такого як залізо, рутеній, осмій та ін., приєднаний до планарних (чи майже планарних) поверхонь двох циклопентадієнільних [η5-(C5H5)] лігандів рівновіддалено від їх атомів, що лежать у паралельних площинах.
Згідно з IUPAC, термін не повинен вживатися для аналогів, які мають лігандами інші кільця, ніж циклопентадієнільні.

## Будова
Ковалентне зв'язування атома металу з кільцями в цих сполуках здійснюється за рахунок перекривання заповнених π-МО груп С6Н5– з вакантними d-орбіталями атома металу. В хромоцені Cr(C5H5)2 і ванадоцені V(C5H5)2 зв'язок сильно поляризований, а у манганоцені Mn(C5H5)2 органічні залишки утримуються електростатичним зв'язком біля Mn. Сполуки ці за вирівнянністю порядків зв‘язків нагадують бензен і є ароматичними (схильні до реакцій електрофільного заміщення в кільцях). Окрім фероцену, інші розкладаються на повітрі (стійкість їх падає в порядку Ni > Co > V >> Cr > Ti). Бар'єр вільного обертання кілець навколо своєї осі досить малий.
Відносна орієнтація пентадієнільних кілець залежить від температури, в розчинах існують обидві форм (І і ІІ), у кристалах їх існування визначається умовами упаковки в кристалічних ґратках. У кристалах фероцен має конформацію І, тобто атоми C в сусідніх кільцях розташовані в шахматному порядкові один відносно одного, але в рутенієвій сполуці — конформацію II, де атоми C розташовані один над одним.

## Structure
Структурна тенденція для серії MCp2 включає зміну зв'язків MC, які видовжуються, коли кількість валентних електронів відхиляється від 18.
| M(C5H5) 2 | r М-С (пм) | Кількість валентних електронів |
| --------- | ---------- | ------------------------------ |
| Fe        | 203,3      | 18                             |
| Co        | 209,6      | 19                             |
| Cr        | 215,1      | 16                             |
| Ni        | 218,5      | 20                             |
| V         | 226,0      | 15                             |

У металоценах типу (C5R5)2M циклопентадієнільні кільця обертаються з дуже низькими бар'єрами. Рентгенівська дифракція монокристалів виявляє як затемнені, так і шахове розташування ротамерів. Для незаміщених металоценів різниця енергій між зсунутою та затиснутою конформаціями становить всього лише кілька кДж/моль. 
Кристали фероцену та осмоцену демонструють еліпсовані конформації за низьких температур, тоді як у відповідних комплексах біс(пентаметилциклопентадієнільних) кільця зазвичай кристалізуються в зсунуту конформацію. Це мінімізує стеричні перешкоди,- гальмування метильних груп.